# 2006年トリノオリンピック
2006年トリノオリンピック（2006ねんトリノオリンピック）は、2006年2月10日から2月26日にかけてイタリアのトリノで開催された冬季オリンピック。トリノ2006（Turin 2006、Torino 2006）と呼称される。冬季オリンピックとしては第20回の記念大会で、テーマはPassion lives here.（情熱はここに息づく）であった。

## 大会開催までの経緯
トリノオリンピックの開催決定は、1999年6月韓国のソウルで行われた第109回IOC総会で決定した。イタリアでのオリンピック開催は1956年コルチナ・ダンペッツオオリンピック（冬季）、1960年ローマオリンピック（夏季）に次ぐ3度目で、イタリアでの冬季オリンピック開催は実に50年ぶりとなった。
| 都市             | 国           | 1回目 |
| ---------------- | ------------ | ----- |
| トリノ           | イタリア     | 53    |
| シオン           | スイス       | 36    |
| ヘルシンキ       | フィンランド | -     |
| クラーゲンフルト | オーストリア | -     |
| ポプラト         | スロバキア   | -     |
| ザコパネ         | ポーランド   | -     |

## 競技会場
トリノ市内にある屋内競技場の他に、ピエモンテ州のスーザ渓谷にあるいくつかの会場に分かれて開催された。

### トリノ周辺地域
- トリノ市内
  - オリンピック・スタジアム（27000人収容） - 開閉会式[2]
  - オーバル・リンゴット（8500人収容） - スピードスケート[3]
  - パラベラ（6600人収容） - フィギュアスケート、ショートトラック[4]
  - エスポジツィオニ（英語版、イタリア語版） - アイスホッケー[5]
  - パラスポーツ・オリンピコ（8500人収容） - アイスホッケー[6]
- ピネローロ
  - ピネロロ・パラギアチョ（英語版） - カーリング[7]

### 山岳地域
- セストリエール
  - セストリエール・コール - アルペンスキー[8]
  - セストリエール・ボルガータ - アルペンスキー[9]
- チェザーナ
  - サンシカリオ・フライテーベ（英語版） - アルペンスキー[10]
  - チェザーナ・サンシカリオ（英語版） - バイアスロン[11]
  - チェザーナ・パリオル（英語版、イタリア語版） - ボブスレー、スケルトン、リュージュ[12]
- プラジェラート
  - プラジェラート・プラン（英語版） - クロスカントリー、ノルディック複合[13]
  - プラジェラート（英語版、イタリア語版） - スキージャンプ、ノルディック複合[14]
- サウゼドルクス - フリースタイル・スキー[15]
- バルドネッキア - スノーボード[16]

## 大会マスコット
大会マスコットは、下記の2人である。
ネーヴェ（Neve）
モチーフは雪。丸頭で赤い丸みのある体の「女の子」。
グリッツ（Gliz）
モチーフは氷。角張った頭と空色の体の「男の子」。

## ハイライト

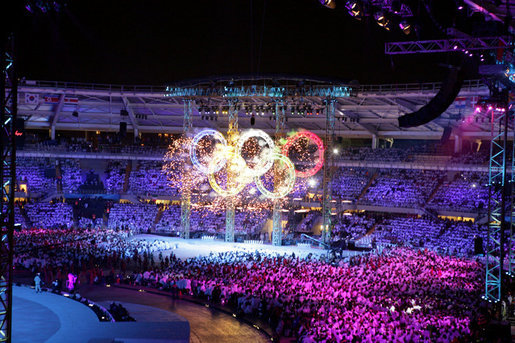
開会式。（現地2006年2月10日、トリノ・スタディオ・オリンピコで。）

総メダル数1位はドイツの29（金11銀12銅6）で最多、以下2位アメリカの25（金9銀9銅7）、3位カナダの24（金7銀10銅7）。
金メダル数ではオーストリアが9獲得しアメリカと並び2位、次いでロシアの8となった。

### 開会式
トリノオリンピックの開会式は先に述べたようにスタディオ・オリンピコで開かれた。ステージには以前よりも大きなオリンピックマークがついていた。開会式のテーマは「情熱の火花」。
開会式には様々なルネサンスからバロックロココ、さらに未来派などを題材にした劇やアトラクション、巨大な聖書などが登場し、有名バンドなどの演奏もあった。
イタリアの国旗掲揚に際し、9歳の少女エレオノラ・ヴェネッチーがたった一人でフィールド中央に立ち、国歌「マメリの賛歌」の1節目を独唱し喝采を浴びた。
また、地元イタリアのフェラーリのF1マシンを、当時フェラーリに在籍していたトリノ出身でF1ドライバーのルカ・バドエルがステージ上で走らせるという演出もあった。聖火は点火されたのち会場内を円周を次々と進み、最後に聖火台にともった。聖火台から遠隔された点火台は予想外のことである。点火台の後ろにはオーケストラ団が並んでいて有名バンドに続き演奏した。
選手入場は開催国の公用語であるイタリア語の表記に基づくアルファベット順で行われ、日本選手団は32番目（ドイツとイギリスの間）に入場。開催国のイタリアは最後（80番目）に入場した。
各国の選手入場BGMには、古今東西のダンスミュージックを中心として数多くの楽曲をDJが繋ぎBGMとして流された。「Walkie Talkie」を始めとした地元イタリアのマーク・ファリーナ楽曲を中心に、「I believe in miracle」「My fire」「YOUNG MAN (Y.M.C.A.)」「君の瞳に恋してる」などが使用された。
開会式のフィナーレは世界三大テノールのひとりであるルチアーノ・パヴァロッティが登場し、「トゥーランドット」の「誰も寝てはならぬ」を歌った。

### 閉会式

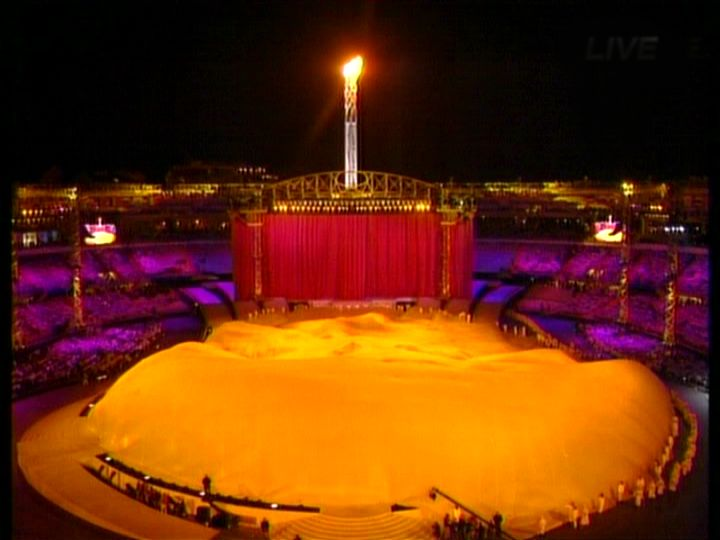
閉会式

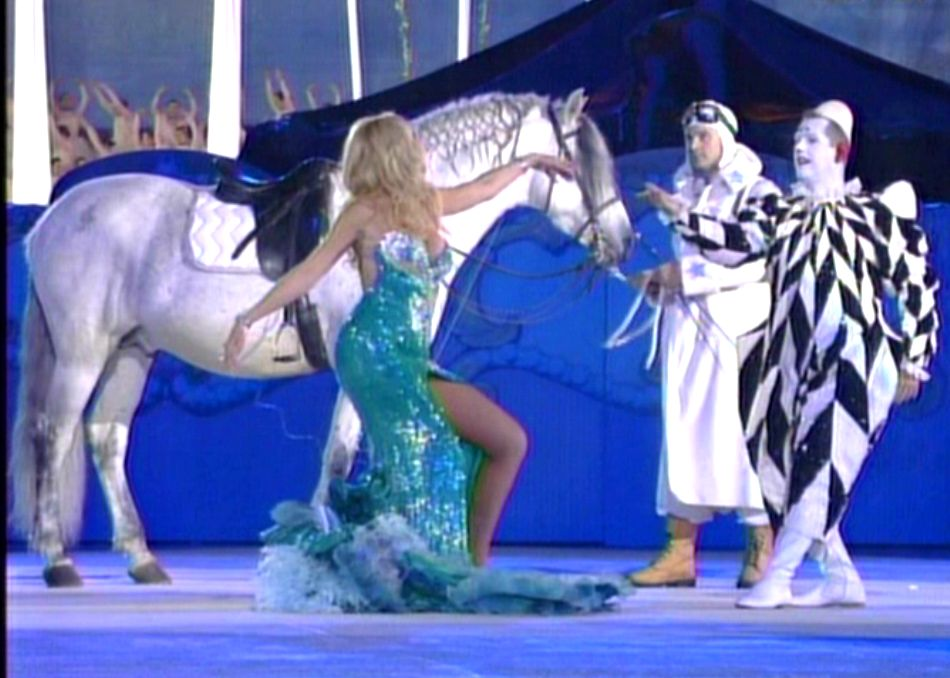
閉会式でのイベント

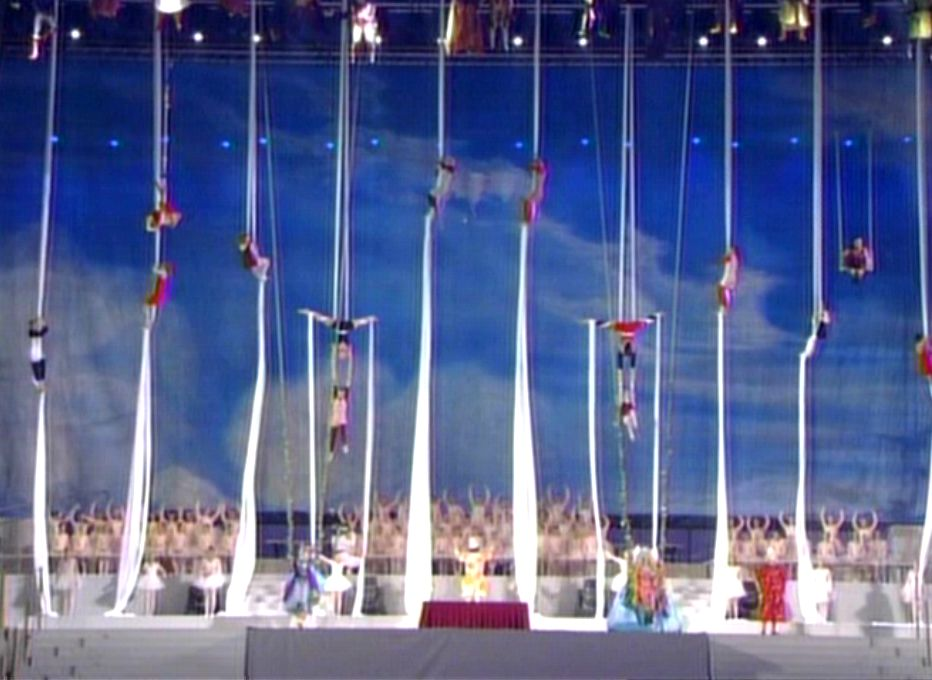
閉会式でのイベント

閉会式は2月26日午後8時（CET）からスタディオ・オリンピコで行われた。テーマは「謝肉祭」。
閉会式直後にストリーキングの女が乱入したがすぐに取り押さえられ、観客の視線はステージに集中していた為大事にはならなかった。
まずクロスカントリースキー男子50Kmフリーの表彰式を行い、地元イタリアのジョルジョ・ディチェンタの金メダル獲得に会場は歓喜に包まれた。
アトラクションでは、イタリア伝統の謝肉祭をイメージし大道芸人による華やかなショーを展開した。特に風圧を利用したスタントマンが空中を浮遊するアトラクションは観客を驚嘆させた。さらに各国選手団が音楽に乗って入場し、観覧席に着くと「フニクリ・フニクラ」の楽しい音楽にあわせて、客席からウェーブが巻き起こった。また観客には予め、紙の仮面が配布され仮面舞踏会を意識した演出もされた。
その後ギリシャ国旗・次回開催国カナダの国旗が掲揚され、途中、大会組織委員会のカステラーニ会長の挨拶の最中に男が乱入したが、すぐに係員に取り押さえられ事なきを得た。この男は29歳のスペイン人で、ボランティアの赤いジャンパーに似た服装をしていたがこれを脱いで乱入した。調べによると「イタリア人にあいさつをしたかっただけ」だと話したという。
予定通り、ジャック・ロゲIOC会長が閉会を宣言した。オリンピック旗がトリノ市長からバンクーバー市長に引き継がれた。アヴリル・ラヴィーンがライブパフォーマンスをし、少年・少女によるヴェルディのオペラ「ナブッコ」の中の「行け、わが思いよ、黄金の翼にのって」が合唱されたのち、オリンピック旗が降納され、17日間わたって燃え続けた聖火を納火した。閉会後はリッキー・マーティンのライブコンサートなどが催され、「祭りの後」に花を添えた。

### その他
- 2月24日の男子カーリング3位決定戦のアメリカ対イギリスの試合中に、耳に洗濯バサミをつけて局部をニワトリのような人形で隠した全裸の男が運営するウェブサイトの宣伝を目的に乱入し、警官に取り押さえられるといった事件もあった。

## 実施競技と日程表

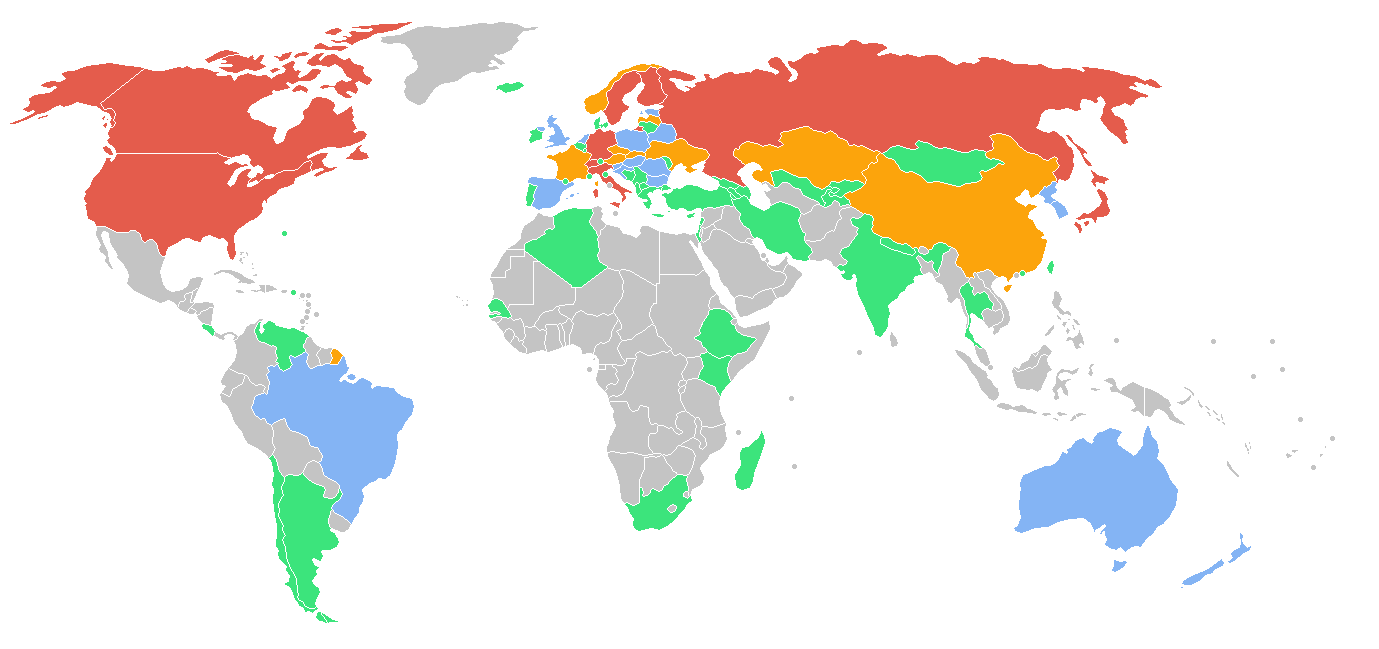
参加国と選手数
緑：1-9人
青：10-49人
オレンジ：50-99人
赤：100人以上

本項ではトリノオリンピックの日程表を紹介する。
各競技の詳細については、それぞれの競技のリンク先を参照のこと。
| 日付           | 日付                             | 10 | 11 | 12 | 13 | 14 | 15 | 16 | 17 | 18 | 19 | 20 | 21 | 22 | 23 | 24 | 25 | 26 |
| -------------- | -------------------------------- | -- | -- | -- | -- | -- | -- | -- | -- | -- | -- | -- | -- | -- | -- | -- | -- | -- |
| 開・閉会式     | 開・閉会式                       | •  |    |    |    |    |    |    |    |    |    |    |    |    |    |    |    | •  |
| スキー         | アルペンスキー                   |    |    | •  |    | •  | •  |    | •  | •  | •  | •  |    | •  |    | •  | •  |    |
| スキー         | クロスカントリースキー           |    | •  | •  |    | •  |    | •  | •  | •  | •  |    |    | •  |    | •  |    | •  |
| スキー         | スキージャンプ                   |    | •  | •  |    |    |    |    | •  | •  |    | •  |    |    |    |    |    |    |
| スキー         | ノルディック複合                 |    | •  |    |    |    | •  |    |    |    |    |    | •  |    |    |    |    |    |
| スキー         | フリースタイルスキー             |    | •  |    |    |    | •  |    |    |    | •  | •  |    | •  | •  |    |    |    |
| スキー         | スノーボード                     |    |    | •  | •  |    |    | •  | •  |    |    |    |    | •  | •  |    |    |    |
| スケート       | スピードスケート                 |    | •  | •  | •  | •  | •  | •  |    | •  | •  |    | •  | •  |    | •  | •  |    |
| スケート       | フィギュアスケート               |    | •  |    | •  | •  |    | •  | •  |    | •  | •  | •  |    | •  | •  |    |    |
| スケート       | ショートトラックスピードスケート |    |    | •  |    |    | •  |    |    | •  |    |    |    | •  |    |    | •  |    |
| アイスホッケー | アイスホッケー                   |    | •  | •  | •  | •  | •  | •  | •  | •  | •  | •  | •  | •  |    | •  | •  | •  |
| ボブスレー     | ボブスレー                       |    |    |    |    |    |    |    |    | •  | •  | •  | •  |    |    | •  | •  |    |
| ボブスレー     | スケルトン                       |    |    |    |    |    |    | •  | •  |    |    |    |    |    |    |    |    |    |
| バイアスロン   | バイアスロン                     |    | •  |    | •  | •  |    | •  |    | •  |    |    | •  |    | •  |    | •  |    |
| カーリング     | カーリング                       |    |    |    | •  | •  | •  | •  | •  | •  | •  | •  | •  | •  | •  | •  |    |    |
| リュージュ     | リュージュ                       |    | •  | •  | •  | •  | •  |    |    |    |    |    |    |    |    |    |    |    |

## 各国・地域のメダル獲得数
| 順 | 国・地域           | 金 | 銀 | 銅 | 計 |
| -- | ------------------ | -- | -- | -- | -- |
| 1  | ドイツ             | 11 | 12 | 6  | 29 |
| 2  | アメリカ合衆国     | 9  | 9  | 7  | 25 |
| 3  | オーストリア       | 9  | 7  | 7  | 23 |
| 4  | ロシア             | 8  | 6  | 8  | 22 |
| 5  | カナダ             | 7  | 10 | 7  | 24 |
| 6  | スウェーデン       | 7  | 2  | 5  | 14 |
| 7  | 韓国               | 6  | 3  | 2  | 11 |
| 8  | スイス             | 5  | 4  | 5  | 14 |
| 9  | イタリア（開催国） | 5  | 0  | 6  | 11 |
| 10 | フランス           | 3  | 2  | 4  | 9  |
| 10 | オランダ           | 3  | 2  | 4  | 9  |

- ウィキペディアでは、読者の参考として関心に応えるために、各国別メダル獲得表を掲載する。

## テレビ放送
- カーリング以外の種目の中継はすべて16:9サイズのハイビジョン映像およびPALワイド映像で制作され全世界の放送局に向け配信された。カーリングのみ4:3映像であった。
- イタリアではRAIにより放送されたが、開会式はRai Dueで放送された。アメリカはNBC、カナダはCBC、ドイツはARD、イギリスはBBC、フランスはフランス・テレビジョンでそれぞれ独占放送された。
- 日本国内の放送ではNHKは総合テレビ、BS1、BSハイビジョン、ラジオ第1放送（ラジオの中継ではNHKのみ）で放送された。また、ごくわずかながら通常スポーツ中継の編成がないBS2でも「おはよう日本」の同時放送時間帯の枠内でフィギュアスケートの模様を地上波と同時に生中継された。
- 民放各局では地上波・BSとは異なる時間で放送され、地上波・BSでの同時放送が行われたのはTBS系・BS-i、テレビ朝日系・BS朝日、フジテレビ系・BSフジの一部の時間帯にとどまった。

## その他
- オリンピックの開催されたトリノでは例年と比較して降雪量が少なく、開催前には雪不足が懸念され基本的に人工雪によりゲレンデのコース整備が進められた。（ただ、開催直前になり降雪があった。）
- この大会の聖火トーチは、トリノにあるデザイン工房のピニンファリーナに当時デザイン部長として在籍していた（現在は独立）日本人の奥山清行らの手によってデザインされた。
- トリノオリンピックのメダルはイタリアのシンボルのひとつであるピアッツァ（広場）を表現した穴の開いた円形デザインが採用された[19]。重量は約450g、直径107mmで1026枚作られた。
- トリノオリンピックの公式テーマソングには、クラウディオ・バリョーニの「バ」（Va・イタリア語で、GO（ゴー）という意味）が使われた。